# Merișani (Băbăița), Teleorman
Merișani este un sat în comuna Băbăița din județul Teleorman, Muntenia, România. Se află în partea de est a județului, în Câmpia Găvanu-Burdea. La recensământul din 2002 avea o populație de 1201 locuitori.